# くまみこ
『くまみこ』（英: Kuma Miko: Girl Meets Bear）は、吉元ますめによる日本の漫画作品。『月刊コミックフラッパー』（KADOKAWA）において、2013年5月号から2024年1月号まで連載された。
クマを奉る神社に巫女として仕える中学生の少女まちと、人間の言葉を話すヒグマのナツの交流を描く。
2015年10月9日、テレビアニメ化が発表され、2016年4月から6月まで放送された。
本項では漫画のほか、テレビアニメ版とWebラジオ『熊出村 村おこし放送』についても記述する。

## あらすじ
東北地方の山奥にある熊出村。その山の上にある熊出神社の巫女として仕える中学生の少女・まちは、都会の高校に進学することを決意する。しかし、ずっと山奥で暮らしていたために田舎コンプレックスを抱え、さらに極度の機械オンチであるため、クマのナツは反対する。まちは都会へ出るためにナツが与える試練へ挑戦しつつ、熊出村で巫女としての役目を果たして行く。少し変わった非日常的な田舎暮らしの日々を描く、スローライフストーリー。

## 登場人物
声優は特記がない限りアニメ。
文中の話数はアニメではなく、原作準拠（なお、話数は原作では漢数字だが、本稿では洋数字で表記する）。
雨宿 まち（あまやどり まち）
声 - 日岡なつみ / 花澤香菜（2014年テレビCM）
本作の主人公。14歳の中学3年生 → 高校1年生（第97話より）。熊出神社に巫女として仕えている。都会に憧れており、都会の高校への進学を決意するものの、長年の村暮らしから田舎コンプレックスを抱えており、現代的な物事に馴染めていない。
ナツに正論を言われたり指摘されるとムキになって泣きながら怒り、嬉しい時や機嫌の良いときは笑顔を見せるなど喜怒哀楽がはっきりしている。ナツや良夫のような親しい人物、熊にはワガママを言ったりして、自分の思い通りにならないと暴力的になる一面があり（良夫の場合は着替えを覗くなどの度が過ぎた行為などへの自己防衛）、それ以外の人には恥ずかしがる傾向があって無口になるなど内弁慶である。
巫女装束にアイヌ風の刺繍が施された羽織（アットゥシ）や額飾り（マタンプシ）を着用し、首から銅鏡や曲玉を連ねた首飾り（シトキ）を下げている。基本的にこの巫女装束か、学校の制服&体操服のみで過ごしており、中学生になってから2年間、響にしまむら（アニメでは「しもむら」）に連れられるまで私服（UNIQLOの時は服ではなく、下着のヒートテックである）を買ったことがなかった。
極度の機械音痴で、炊飯器およびパソコン2台（ナツと良夫の物）を壊しており、「災厄の破壊巫女」（アニメ第7話では「災厄の娘」）を自称する。地理的な問題で家にプロパンガスが運送できない事情もあり、普段の炊事はかまどで行っている。第22話で自分の携帯電話を落として壊したと思い込み、第24話までずっと落ち込んでいたこともある。水濡れしたパソコンを炙って乾かそうとするなど、そもそも電子機器に関する知識がスッポリ抜け落ちているが、携帯電話やTwitterなど、まちがやる気を持って学び、周囲の人間がしっかり教えてくれたものは使いこなしており、件のパソコンもナツと一緒に使う分には問題ない。最終話では、スマートフォンを使って今井とメールのやり取りをしていた。
やる気はあっても根気がなく、極度の人見知りで同年代の友人がおらず引きこもりに近い生活をしているため、このままでは村の外で生きていけなくなってしまうのではないかという危機感は持っている。第28話ではそれを心配したナツが「煮物を届けるついでに、響と女子トークしてくること」との課題を出し、続く第29話では女子トーク修行にのめり込み過ぎて、響役として修行相手になったナツが響に見える幻覚すら見てしまった。
コミュ障を直すべく、第29話ではシルバニアファミリーポケットバッグを用いて、響とボードゲームを行っている。
学校などで嫌なことがあると雨に打たれながらエンヤ（アニメでは「ソイヤ」）の曲を聴く癖がある。
神楽と称してコアリズムを踊る、祝詞を上げるナツに即興で書いたカンペを渡したり自分の出番が無いからとお絵描きに興じるなど、神事に関しては若干不真面目な傾向がある。
本人は「巫力だとかそういったものは一切ない一般人」と言うが、神通力と思しき力は多少なりとも持っている模様。小さいころは潜在能力がかなり高かったようで、後のきゃりーぱみゅぱみゅのことを予測したり、埋蔵金事件や山崩れ事件とか起こしていたらしい。神楽のついでにダイエットしようとして、山神を怒らせ雷雨を呼んだり（アニメ第3話では小規模な山火事も）している。
お洒落な都会的なショッピングはまるで駄目だが、庶民的なホームセンターなどは平気（UNIQLOをホームセンターと勘違い）で、響に「しまむらマスター」になれるのではと期待されている。
普段の雨宿家の台所を預かっており、第15話で水かけごはんに南蛮味噌などを添えたアレンジレシピを披露し、ナツに「いいお嫁さんになれる」と絶賛された。
見た目とは裏腹に体力・腕力があり、パンチを繰り出すとナツや良夫に深刻なダメージを与える。制服姿で山越えしたり、斧で太い木を平然と切り倒したりもしている。薪割りも上段の構えからの鉞の振り下ろしと豪快そのもの。
良夫に言いくるめられ熊出村のご当地アイドルとしてデビューするが、仙台公演の直前に仙台市民に石を投げられる悪夢を見て、ご当地アイドルだけでなく都会の高校行きまでも断念しかけていたが、最近のナツの活躍を見て、それでも思い通り、都会で自由自在に生きたいとの願いを取り戻した。
なお、劇中では両親の存在に関しては触れられておらず、その生死や消息は不明。
マーメイドルフィン
第37話に登場。三須ッ田駅で記憶喪失になり、その後保護してくれた夫婦が営む魚屋で働くまちが、いるか神社の巫女になり邪神と戦うために変身した姿、と設定されたキャラクター。コスチュームは袖無しレオタード、イルカのヒレ付き燕尾服、ブーツまたはフィンを履き、サンバイザーとインカムを装備、となっている。変身アイテムは二枚貝型コンパクト。変身呪文は「CONCENT RATION（コンセントレーション）、魚介新鮮、マーメイドルフィン」。武器は魚型をした水鉄砲風のピストル（何を発射するのかは不明）。必殺技は「あら汁スプラツシュ」らしい（劇中未使用なので、技の詳細は不明）。
実際のところは、三須ッ田駅で気絶してしまったところを保護され、その姿を見て「これは売れる!」とまちをモチーフにしたマーメイドルフィンを主人公にしたアニメを作りたい、と迎えに来た良夫に熱心にプレゼンした三須ッ田駅界隈の住民である魚屋の大将による作り話。良夫がハッキリと「ダメです!」と拒絶したところ危うく監禁されそうになったので、良夫は気絶したままのまちを抱えて慌てて逃げた。
クマ井 ナツ（クマい ナツ）
声 - 安元洋貴 / 山下誠一郎（2014年テレビCM）
オスのヒグマ（自己申告では去勢済みとのこと。ただし、熊耳・熊尻尾を付けたまちを見て猛りだしたり、ナツを諦めきれないほのかが確認させろと迫ると、強く嫌がり逃げ出す）。クマ井の熊の代表かつ、まちの後見人として幼少の時からまちやフチと共に暮らしている。まちにはワガママを言われたり、暴力を振るわれることもあるが、お風呂に一緒に入るほど仲が良く、いつも一緒にいる。
好きな食べ物は寿司、苦手な食べ物は生クリーム。焼酎の匂いも弱点で、嗅がされた際に気持ちが悪くなってひっくり返っていた。
何かあると「クマーン！」と叫ぶ癖がある。夢は熊出村に古民家カフェを作ること。
人間との会話や道具の使用も可能で、文字も理解しており、タブレットPCを使いこなし、インターネットショッピングでスイーツをお取り寄せするなどまち以上に現代社会に馴染んでいる。体はクマそのものなので（人間基準では）手先が不器用。そのため包丁の扱いは苦手だが料理の腕は決して悪いわけではなく、第15話で水かけごはんのイタリア風アレンジレシピを披露した。
タブレットPCのタッチパネルは爪にタッチペンを装着して操作している。
田舎コンプレックス・人見知り・機械音痴のため都会では馴染めないとしてまちの都会行きを反対しているが、まちの懇願により都会行きの条件として、様々な試練（一部ナツのおつかいを兼ねている）をまちに与える。
その一方で、本心では都会に行くことにより、まちと離れ離れになってしまうことを恐れているため、このまま村の外では生きられないようになればいいと考えている。
スティーブに人語を喋っているところを目撃されてしまったことを機に「クマ井のナっちゃん」として熊出村のゆるキャラデビューし、大乱闘ゆるキャラ合戦にて優勝した。ゆるキャラとしての決め台詞は小首をかしげて「モキュ?」と鳴くこと。
ゆるキャラデビューしたことで自由に村内を歩けるようになった。また、東京方面への出張もしばしば行うようになり、まちを羨ましがらせている。
毎年冬眠していたが、まちが毎年寂しがって泣くので冬眠するのを止めた。
実家（山）に帰るのは、大自然を満喫したいとき以外は気が進まないようで、婦人会の呼び出しなど帰らなければならない場合も、無視したり、理由をつけて先延ばしにしたりしている。
雨宿 良夫（あまやどり よしお）
声 - 興津和幸
まちの従兄。25歳。名は「よしお」と平仮名で書かれる方が多い。作中には登場しないが、兄がいる。最終話で響と結婚することにし、挙式した。
熊出村役場健康課いきいき係所属の地方公務員。警察官の採用試験を受けようとしたがフチに止められた過去があり、今でもパトカーや警察官の制服に憧れを持っている。
まちとは対照的におしゃべりで前向きな性格の持ち主で、試食販売の声掛けやまちのアイドルステージの司会も難なくこなす。
本人曰く「巫女様（まち）の世話役」で、時折まち達の元を訪れては差し入れを持ってくる。またナツのために蔵の鍵をキーレスエントリー化するなどしている。車の免許を持っており、UNIQLOや熊渡谷駅へ行く際にまちを送迎している。
幼いころから一緒だったのでまちを子供としてみており、着替え現場に踏み込んだり、巫女装束を着せるために無理やり制服を脱がせようとするなどデリカシーがない。そのことでまちに殴られたり、「他人から見たら完全な変質者」だと響に怒られている。
熊出村に対する愛着は人一倍強いようで、上司から特命を受け熊出村の村おこし担当となり、まちを言いくるめて村の特産品であるなめこの試食販売をさせたりご当地アイドルとしてプロデュースしたりする。また、スティーブに喋るナツを目撃されたのを逆手に取り、熊出村のゆるキャラとしてナツを売り出すことを決意する。この際、所属が熊出村わくわく観光課へ配置換えになった模様。
熊出村に観光名所がないのを気にしており、ナツの人気が続く内に新名所を立ち上げようと画策している。
第43話では熊出村の素晴らしさを説く、泰孝の父と意気投合して涙を浮かべて感動し、第46話では自ら村の案内役も買って出ている。
アニメ第11話ではコンタクトレンズの使用者との設定が出ている。
雨宿 エツ子（あまやどり エツこ）
声 - 南一恵
良夫の母。54歳。フチの娘で、まちの叔母でもある。マイペース。巫女装束デザインコンペにも出展したり、ベッカン刑事のパトカーに群がる子供たちに警告を与えたりしている。
また、響と共にゆるキャラ合戦の会場に駆けつけて本選を見守っている。
デザインコンペに見られるように裁縫が得意で、第41話ではまちや響の浴衣を縫ったり、アニメ第11話ではアイドルコンテスト用の巫女装束を制作している。
雨宿 フチ（あまやどり フチ）
声 - 谷育子
まちと良夫の祖母。まちとナツとの3人で同居しているのだが、作中では当初からシルエットもしくは後ろ姿や手足などの末端でしか姿を見せず、長らく顔は不明であったが、第104話で初めて顔を晒した。元熊の巫女で、まちに巫女としての儀式他を教え込んだ。

酒田 響（さかた ひびき）
声 - 喜多村英梨
良夫の幼馴染み。24歳。パチンコ店勤務。いわゆるヤンキーであり、子供のころは村の独房に何度も入れられていた。
すぐ手が出る癖があるが、根は悪くない。まちとは顔なじみだが、脅すような口調と態度でまちに泣き出されてしまう。
女性ライダーであり、まちをバイク（スズキGS400E）でしまむらに連れて行ったことをきっかけに、まちの友人となる。その後、まちのご当地アイドル化に際してまちのマネージャーという形で巻き込まれる。
ナツとは本を貸し借りする仲。ナツからはまちの世間付き合いに関する練習相手にさせられている他、まちの試食販売の際にはサクラになったり、まち襲撃犯の冤罪を被ったりと、なんだかんだ言って面倒見が良い。
良夫からは「ひー子」と呼ばれている。中学時代から良夫に好意を抱いているが冷たく接してしまう。いわゆるツンデレ。しかし最後は「ツンデレはやめた!」と良夫に対して好意を隠さなくなり、最終話で結婚した。
父の名は蔵六（ぞうろく）。常にサングラス姿。母はいない。エツ子には昔、色々迷惑を掛けたとして弱いらしく、浴衣を着せられたり、ゆるキャラ合戦の本選でナツと良夫を見届けるため、エツ子と一緒に会場にまで見物しに行っていた。
河童追い祭りではビキニ姿で子供達の監視役に回っていたが、色仕掛けで河童役の松さんを誘き出す囮としてまち達に懇願され、渋々役を引き受ける。
松（まつ）さん
声 - 内藤玲
苗字は小松。釣りとどぶろくの自家醸造が趣味で、いつも酔っ払っている。豪放でデリカシーの欠片も無いオッサンだが、それでもまちよりは時流に明るい。国際結婚であり、妻のソフィは南米の出身。「マツー!」と呼ばれており、愛されるがあまり妻からの束縛もきつい。
第48話では河童追い祭りの河童役を担当。最高にやる気のないクオリティであったが、まち曰く「今年の河童はイキがいい」と評価され、難敵認定されていた。
原作で軽バンを運転しているが、アニメ第12話でも（シラフの状態で）軽トラックを運転してナツを仙台付近まで送り届けている。
保田 清里（やすだ きより）
声 - 真中琴与
熊出村役場勤務の良夫の同僚。独身。地味で暗い女性。27歳。基本的に目立つこととセクハラが嫌い。
フレームレスの眼鏡を掛けているが、この眼鏡は入浴・就寝時にもなぜか外すことがなく、また眼鏡を通しての目も描かれていないため、素顔は不明。
後に「よってけ」で行われた、「クマ井のナッちゃん」デビューの際には司会を行っている。
ある手違いによって熊出村作物泥棒撲滅キャンペーンガールの衣装を持ち帰ってしまい、コスプレに開眼する。
その後、海に行った際には巨乳もあらわなビキニにサングラス姿で良夫の前に現れ、普段では考えられない「ピュアネスアイ」のコスプレ時級のセクシー発言を連発して、良夫と響をパニックに陥れた。どうも人前で脱ぐとおかしくなるらしい。
愛と正義の使者「KIYORI」（あいとせいぎのししゃ「きより」）
第35話で清里がコスプレした姿。コスプレした際に、普段は描かれることのない目が、一瞬だけアイマスク越しに大きく輝いて見えた。ラ・セーヌの星か美少女仮面ポワトリン風のひさし付きベレー帽、マスカレード仮面、マフラー、ミニスカート、ロングブーツ姿でヘソ出しスタイルになる。名前は「くまレディポリス」と「ピュアネスアイ」の二種あったが、第41話で「ピュアネスアイ」に確定した模様。コスプレで村を徘徊中に用水路にはまった松さんを助けて、「村の平和のためパトロール中」を言い訳として正体を隠したまま良夫たちの前に姿を現すが、そのまま去る。
普段の清里らしくないが、本人曰く「きっともう一人の私」として納得している。その後、第41話で深夜の樹上に再登場するが、言動とコスチュームのセクシーさが上がっている。
第51話でも登場するが、その時、ピュアネスアイが「自分の求める理想の姿」であることに覚醒する。第65話では泥酔した良夫達にリアカーを提供して、ノリとツッコミを覚えている。

清里の母（きよりのはは）
本名不詳。娘に似て地味。暗い所を好む性癖も一緒で目立つことや光を嫌う。目立つことで「人生ハードモードに突入する」のを恐れている模様。この母親からの重圧で、清里は精神的抑圧をこじらせている様子である。
しかし、母も元コスプレイヤーだったのが発覚。「この血に流れる抗えぬ業（カルマ）」であることを、親子共々再確認することとなる。
熊出村の子供たち
第2話にてクマ井の熊の伝説の真実を良夫から教えられた、熊出村在住の3人の子供たち。9歳。3人ともまちより先に携帯電話を持っていた。
中原 将太（なかはら しょうた）
声 - 朝井彩加
野球帽、スタジャン、半ズボンを着ている男の子。第13話ではクマ井の洞窟で一晩反省させられ、恐怖のあまり気絶する。
第48話の河童追い祭りでは響に色仕掛けを提案するが、響の身体に参ってしまい鼻血を出して逃げ出した。原作67話で苗字が判明した。
学校の授業でも朝会でも帽子は被ったままであり、たもつに指摘されている。
かおり
声 - 石上静香
女の子。猥談やセクハラが大嫌い。
将来、弁護士になりたいと思っている。
澤石 たもつ(澤石 たもつ）
声 - 三瓶由布子
いつも鼻水を垂らしている坊主頭の男の子。名前はアニメで判明。原作67話で苗字が判明した。
埋めていたランドセルに卵が入っており、ツチノコの卵だと思い育てている。結果、蛇が孵っている。

田村村 村田トモイ変死事件関係者
以下の村田トモイ変死事件関係はアニメ第10話で登場した田村キヨを除き、アニメには登場しない。
田村 キヨ（たむら キヨ）
声 - 片岡富枝
老人ホームを抜け出して買い食いする設定がある田村村在住の老女。86歳。「田村のババア」の名で通る地元の有名人。道の駅で「熊出村は獣に取り憑かれて呪われている」と呟き、周囲を戦慄させた。トモイの遺体の第一発見者。
村田 トモイ（むらた トモイ）
田村村在住の元柔道師範。享年96歳。熊出村と田村村の境にある川で上半身が川に嵌った溺死体となって発見される。生前、たまに思い出したように場所を選ばず受け身の練習をする癖があった。道の駅でのまちのアイドルデビュー公演にてまちのアイドルグッズを買い込んでいたため、キヨは貫一に「死因は熊出村のタタリだ」と証言した。息子夫婦と孫の四人暮らし、妻は既に先立っていたようで、孫はベッカン刑事たちに「お爺ちゃんはお婆ちゃんを守りに行った」と話した。
別所 貫一（べっしょ かんいち）
第18話から登場する刑事。通称「ベッカン刑事（デカ）」。トモイ死亡に際し初動捜査を行う。状況から事故死の線が濃厚であるにも関わらず「今夜の飲み会に行きたくない」がために独自に他殺の線を探り始め、キヨの証言や松さんの逃亡などにより「この村には絶対なにかある」と熊出村へ捜査に入る。しかし、聞き込み先の熊出神社で落橋に遭遇。宿泊を余儀なくされた上、良夫によって架橋作業に動員されてしまう。
スティーブ
ベッカン刑事の同僚刑事。名前も外見も外国人にしか見えないが日本人。貫一に余計なことをさせないよう上司から命令を受けており、貫一の捜査に同行する。喋るナツを目撃するが、良夫の「ゆるキャラ」との説明で納得してしまう。
第22話でベッカン刑事たちが目撃した子供たち
いずれも名前は不明。
女の子たち
おかっぱと三つ編みの二人組で手鞠歌を歌っている。
男の子
ジョルジュ・デ・キリコ作「街の神秘と憂鬱」風のカラカラする輪っかを回して走る少年。

婦人会（ふじんかい）
クマ井の熊の婦人会。現在3頭のツキノワグマが存在することが確認されている。当初はナツについて神の使いという立場上、村人に対して怖く接するように良夫を通じて要望していたが、ナツのゆるキャラ化を認め、熊出村の注目度を上げるためにナツの公式Twitterアカウント  の管理を任せるよう要望するなど態度は軟化してきている。
橋田（はしだ）のおじいちゃん
声 - 加藤治
熊出村の住人。ツイッターに明るく、まちにフォロワーを増やすための極意を伝授した。
先祖代々の松茸の採取場所をばれないように、色々と気を使っている。
地縛霊（じばくれい）
第27話でナツたちが古民家カフェ「Cafe SUANA」の候補地に定めた、熊出村の廃屋に憑いていた地縛霊。廃屋の崩壊と共に日光を浴びて成仏してしまった。
ほのか
第30話から登場。ナツを伴侶に狙うクマ井の雌熊。ナツとは幼馴染み。まちからは「ほのちゃん」と呼ばれ、とても懐かれているが、本人は先代清吾郎から与えられた「ムサシアブミ」なる別名があり、まちに「ほのちゃん」と呼ばれるのを嫌うものの、抗議しても改善される見込みがないので諦めている。体色は灰色（モノクロ頁では黒色）であちこちが傷だらけである。子熊のころから胸にX字の白毛がるため、彼女も婦人会と同じツキノワグマと思われるが、身体はヒグマであるナツに匹敵するほど大きい。声は渋めで銀河ボイス。
「力こそ全て」が信条でことあるごとにナツに勝負を仕掛けている。熊の間では結構モテるのだが、ほのか自身はナツ以外の雄熊を「蚊のような雄」と相手にしていない。自分より強い雄しか相手には認めないため、ナナカマドは眼中にない。
第42話では面倒くさがりながら、山で遭難した泰孝の父を救出している。
ナナカマド
第62話から登場。まだ2歳の若いクマ井の雄熊。若いので言葉遣いがまだ不安定。熊出神社で瑞希と真幌と遭遇し、突き飛ばした真幌に懲らしめられるが、仲良くなった。しかし、ナツからは「もう、子供達と遊んではいけない」と警告されてしまう。まちや瑞希、真幌からは「ナナちゃん」と呼ばれている。
ほのかが好きでアタックするが、まるで勝てないものの、「きっとあなたに勝って…あなたを手に入れてみせる」と諦めてはいない。
良夫の上司（よしおのじょうし）たち
声 - 松山鷹志（課長）、高桑満（係長）
名前は不明。アニメでは課長の趣味は盆栽で、村役場で世話をしている描写がある。
臼井（うすい）
声 - 名取幸政
熊出村の老人。
原作では目立たぬ一村民であるが、アニメ第9話では若いころに映画監督を目指していたとされ、是非とも自分にとのアピールでコマーシャルフィルムの監督に抜擢された。わざわざ退院して点滴を吊りながら車椅子でメガホンを取り、撮影では黒澤明監督並みのこだわりを見せるが、改変された完成品の出来映えに対して「これは自分の作品では無い」と卒倒してしまう。
将太の父（しょうたのちち）
声 - 吉野正弘
本名不明。第13話で自転車泥棒をした息子を懲らしめるため、将太をナツのいる洞窟へと連行する。
田中（たなか）
声 - 前田剛
村民。
鈴木、千野、亀井（すずき、せんの、かめい）
声 - 柿沼拓実（鈴木）、長谷川裕貴（千野）、佐藤友啓（亀井）
第17話に登場。名はアニメ第10話エンドクレジットで判明したもので、原作では無名。
「よってけ」の特設ステージでまちに声援を送るオタク三人衆。アイドルオタクであって純粋なまちのファンとは言えず、まちの出演が終わるとそそくさと次のイベントへと移動して行った。まちの強迫観念を悪化させた元兇でもあり、アニメ第11話冒頭の回想イメージシーンでも出ている。さらにアニメ第12話では仙台にも出没している。
店主（てんしゅ）
声 - 巻島康一
ドサンコラーメンの店長。良夫や響とは顔見知りである。第65話の響きとの会話から運転免許も所有している模様。
魚介の夫婦（うおすけのふうふ）
第37話に登場。三須ッ田駅にある鮮魚店・居酒屋「魚介」を営むおじさん、おばさん。まちを保護していた。おじさんは町おこしアニメ『マーメイドルフィン』の企画を考えた張本人。
第54話にも再登場して海の家を貸し切ってまち達に提供し、響を含めて再びコマーシャル出演を依頼するが、良夫にやんわりと断られている。
いるか丸（いるかまる）
第37話に登場。狩衣に烏帽子姿の白イルカ。人語を話す、いるか神社の御祭神。と設定されたキャラクター。
邪神アラナミ（じゃしんアラナミ）
第37話に登場。大ダコ風のシルエットを持つ海の邪神。邪気によって魚介類を凶暴化させ、怪人すけとうだら他の配下を持つ。と設定されたキャラクター。
今井 泰孝（いまい やすたか）
声 - 代永翼
東京出身の少年だが、山ごもりが趣味などサバイバル系の特技を持ち、イナゴの佃煮などの昆虫食も平気である。
初登場はイオンのエスカレーターでまちを助ける第9話だが、フルネームが判明したのは第45話で、それまでは第39〜41話などで突然、まちの前に現れて姿を消すなどの謎の人物だった。
彼とまちの交流は、ナツにとって頭を抱えるほどの苦い思い出となっている。
東京に引き上げた後、モノがぶつかったショックで熊出村やまちらの記憶が飛んでしまい、一時的に熊出村のことが記憶喪失となる。高校進学の際に再び田舎に越してまちが通う高校の近くの別の高校に進学した。偶然に通学途中の電車で今井も乗っていることを知ったまちは接触を試みるも、記憶喪失の影響で一時的にまちの存在を忘れており、久しぶりに再会した時は怪訝な表情をした。その後、記憶が戻りまちのことを思い出したので、まちに直接詫びを入れた。熊出村の民からはまちのムコ候補に挙げられている。
泰孝の父（やすたかのちち）
第41話から登場の写真家。姓は今井だがフルネーム不明だが、第108話にてナツが手にしているスマホのLINEの着信に「大隆」（ひろたか）が見える。田舎の鄙びた光景を気に入り、無謀にも山に入り込んで熊出村で遭難する。
ひげ面だが小学生程の小柄な体格。であるに関わらず、自動車の運転免許を持つ。熊出村に長期逗留をして写真撮影に没頭していたが、第47話で親戚の不幸があって、息子と共に急に東京へ引き上げた。
第48話に登場した村の子供達
　「河童追い祭り」の参加者達。初登場時はいずれも名は不明で、作中でも「新ロリ」「新ショタ」などのテロップで紹介されるのみだったが、第62話以降、名前が正式に命名された。
新ロリ/熊井瑞希（くまい みずき）
ツインテール。そばかす顔の女の子。ナツを着ぐるみ。その喋りをまちが腹話術で喋っているのだと思い込んでいる。ナナカマドも新くまキャラだと思い込んで、怒って頭部を取ろうとした。
瑞希の名前で巫女装束を応募した真幌の才能を褒め、巫女の勉強をすべく熊出神社に赴き、巫女にするために真幌を女装させた。後にナナカマドと遭遇する。
ナナカマドに対して怒りを露わにし、気弱な真幌を引っ張る強気な性格。 姐御気質であるがナナカマドと七並べで遊ぶなど、フレンドリーでもある。
新ショタ/石塚真幌（いしづか まほろ）
新ロリの突っ込み役。新ロリと一緒に、響へ色仕掛けして欲しいを懇願した。
絵の才能がありデザインコンペで巫女装束2番をデザインした本人だが、恥ずかしいので瑞希の名で応募してしまった。後学のため巫女装束を近くで見たいと希望し、瑞希に女装させられ、男の娘になってナナカマドに本物の巫女と間違えられたが、素で女顔でもあり、第11巻の帯には「ぼく、男の子なんですけどっ…!」との台詞と共に巫女姿の真幌が配されている。
新JC/熊井 恋（くまい こい）
黒髪おかっぱの地味な女子。祭りには参加はしたが「今年は面倒臭そう」とやる気はない。原作67話で苗字が判明した。
Colombo（コロンボ）
ナツとスカイプで通信する相手。常に裸で過ごすスリランカ人で、下ネタ攻撃やナツに着ぐるみを脱ぐようにしつこく語りかけてくる。
試食販売員
もっちりヨーグルトを売る「スーパーマーケッツ」の試食販売員。自分の試食販売を思い出したまちが、商品を買って応援する。
キヌばあちゃん
第61話に登場。齢90の高齢者で村を離れ、息子と同居する事が決まっている老女。自宅である築百年の古民家を、ナツと良夫へ譲ることになっている。
全てのクラッカーをリッツ。クリームチーズをクレエムチーズと呼ぶ。
町田 頼（まちだ より）
まちが通う高校のクラスメイトで、まちの友人。黒髪でポニーテール。響から「（友達を作りたいなら）自分と同じ『匂い』のするヤツを探せ」とアドバイスを受けたまちが高校で最初に親しくなった人物。雰囲気が何となくまちに似ている。まちのことを気に入っており、思わず告白までしてしまう。
猪狩 蒔緒（いがり まきお）
まちが通う高校のクラスメイトで、まちの友人。ギャルな恰好をしている。学校の中も含めて常に目を覆うくらいの濃いつけまつ毛をしている。

### アニメオリジナルキャラクター
徳山（とくやま）のばあさん
声 - 青木和代
アニメ第9話に登場。徳山時計眼鏡店の店主でマチ子の祖母。下の名前は不明。響の話によると家の仏壇の裏に小銭をため込んでいると噂があるという。熊出村のテレビCMを流すプロジェクトを良夫に持ち掛けられ出資を快諾するが、CMで店の宣伝と孫のマチ子を出演させる条件を提示し、美味しいところだけ持って行ったふてぶてしさがある。
アイキャッチでは、どことなく妖怪風の描写がされていた。
徳山マチ子（とくやま マチこ）
声 - イノサコイノコ
アニメ第9話に登場。徳山のばあさんの孫娘。
服装や雰囲気は『ゲゲゲの鬼太郎』に登場する猫娘風。
『東北アイドル自慢コンテスト』第一次審査候補者たち
アニメ第11-12話に登場のキャラクターたち。ここではまちと同組の審査後半戦のエントリー11から17番の少女たちを紹介する。
安東アキ（あんどう アキ）
声 - 花谷麻妃
秋田県名産きりたんぽの生まれ変わりアイドルとの設定ゆえ、腰にきりたんぽをずらりと吊して頭にきりたんぽの冠り物を載せている。語尾に「ぽ」「きり」が付く。
アイドルコンテストのエントリーナンバーは11番。
のんのん/のん（アニメEDのクレジットでは「のん」と表記）
声 - 小松崎夕楠
男鹿市（?）から来たなまはげのアイドルとの設定ゆえ、ヘソ出しの蓑と腰蓑をまとい、前頭部になまはげの面を付けている。本番では両手に角鉈を持っていた。
アイドルコンテストのエントリーナンバーは15番。リハーサルで16番であるまちに出番を教えてくれた。言葉に東北弁訛りがある。
その他（いずれも名称不明）
- エントリー12番は獣耳を付けた少女。
- 13番は宇宙人風の触角カチューシャを付けたポニーテールなコスプレ娘。マネージャーと思しき眼鏡の女性に「負けたら敗者よ。解っている?」と促されていた。
- 14番はブレザー風の制服を着たロングとショートの二人組。控え室ではダンスを練習していた。第12話での紹介によると山形県出身らしい。
- 17番は紫ナコルル風の衣装を着たロングヘアの女の子。

ゆき
声 - 原涼子
アニメ第12話に登場するオリジナルキャラクター。アイドルに憧れており、仙台のデパート屋上でまちの手を取って励ました女の子。

### 魔法少女MACHI
円之助、おまつ、ニャン太郎
吉元ますめ『魔法少女おまつ』作中の登場人物達。宇宙要塞新宿サブナードから、強制転移魔法で江戸時代の上野広小路にタイムスリップされたナツが遭遇する人々。

## 用語
熊出村（くまでむら）
東北地方のとある山奥（日本海側であるらしい）にある山村。熊を山神の使いとして信仰している。
行政区分上は近隣の村と合併し「北島郡吉幾町」の一部となっており、旧村役場は「吉幾町役場 熊出出張所」として利用されている。
まち曰く「電波は届かない、電車は来ない」「人がいない、猿しかいない」「店がない、開いていない」「コンビニが24時間やってない」「アスファルトがない、標識もない」「電灯がない」「村人仲良くない」「イベントない、地域振興やる気がない」と酷い言われようであるが、幾分誇張も混じっているようである。
村内に携帯電話の電波は「無慈悲な程に」届かない。泰孝の父曰く「手つかずの大自然。ウシガエル、カジカガエルの鳴く川。廃止になったバス路線。色あせた看板。何も無い風景」など、まさに秘境だと評されている。他に廃トンネルや男根信奉の社なども存在する。
村の成り立ちにアイヌの集落が関係している可能性があるが、フチ達が民俗学者を村に入れたがらないため、詳しいことは分かっていない。
クマ井の熊（クマいのくま）
熊出村に生息する熊の一族。人間の言葉を解し、喋ることができる。熊出村の人間と契約を結んでおり、村の人間は襲わない。村の伝説によれば山神の使いである熊に差し出した生贄の娘に惚れた熊との間に生まれた者の子孫であるという。
クマ井の熊の存在は村の機密事項とされており、村のしきたりとして9歳になるとその存在を教えられるが、村外に漏らしたものはおしおきとして村八分にされるという。
「きかん坊はクマに食わす」と言われ、悪事を働いた子供はクマ井の熊の代表と共に村の独房（洞窟）に入れられるという伝統がある。
熊出神社（くまでじんじゃ）
クマ井を祀る神社。村とは谷川を超えた山中にある。谷川に架かる橋は連載開始から何回も流出しており、単行本6巻の時点で三代目となる。
本殿と拝殿はあるが、舞殿（神楽殿）はない。鳥居は赤い明神鳥居。手水舎と物置がある。社務所の有無や配置は不明（まち達が住む家は神社の隣にあり、神社で寝泊まりしている訳ではない）。電気は通っているが、谷川に架かる橋が丸木橋のためにプロパンガスが運べないのでガスはなく、かまどを使っている。
巫女装束デザインコンペ（みこしょうぞくデザインコンペ）
着た切り雀のまちに対し、夏向きの涼しい装束を募集して着せようとする催し。巫女部門とアイドル部門に別れている。
最終的には巫女部門3・アイドル部門2の5着の応募があり、第6話にて、
- エントリー1番、熊井 フミ（86）デザイン。月桂冠を頭に載せ、紗の千早を羽織った巫女装束。目尻には紅を引く。第11話で実際の夏祭りに使用された。
- エントリー2番、熊井 みずき（7）デザイン。大きなリボン、縞々ニーソ、クマ耳、クマしっぽがついたミニ緋袴の「地下アイドルっぽい」巫女装束。髪型はツインテール。

第17話ではまちのご当地アイドル化に際して衣装として使われたが、背中側の緋袴が一部省かれてパニエを覗かせているなど、コンペ時と若干デザインが異なる。アニメでは緋袴の色は淡い桃色。
第63-64話では本当のデザイン主、真幌が着用して男の娘になっている。
- エントリー3番、雨宿 エツ子（54）デザイン。麦わら帽子にワンピースの組み合わせ。
- エントリー4番、熊井 一二夫（91）デザイン。ノースリーブで背中が大胆に開いたローバックの巫女装束。髪型はポニーテール。第11話で雨に濡れた1番の装束に代わって着用された。第37話のいるか神社でもまちが着ており、第52話での悩み相談の現場でも着用している。さらに『魔法少女MACHI』でもこれを着て新宿に赴いているが、この時の髪型はツーテールである。

アニメでは緋袴のヒダはボックスプリーツ。チアスカート風にプリーツ内側は白になっている。
- エントリー5番、雨宿 良夫（25）デザイン。タータンチェックのミニスカート。

の5作品が5番以外、まちが着用して審査員の前で披露された。なお、この時の審査員以外の村人が相当数、会場を覗き見していたことも判明している。
- 番外、アイドルコンテスト衣装、雨宿 エツ子（54)デザイン。アニメ第11-12話に登場。白衣に緋袴の正統派巫女装束に千早、前天冠を加えたもの。本番では神楽鈴も装備。

県立双葉高校（けんりつふたばこうこう）
まちが進学を希望する都会の高校。熊出村から通学に2時間かかる。劇中では入学案内のパンフレットが登場し、第36話の課題では最終目的地でもあったが辿り着けず、第37話でのリトライでようやく到着に成功している。
実在する福島県立双葉高等学校との兼ね合いからか、アニメでは三葉高校「みつばこうこう」に名が変更されている。
スーパーマーケッツ
熊出村の近辺にある地元スーパー。響の台詞から職場のパチンコ店と並んで国道沿いにある。
まちが買い出しに行くスーパーでもあり、大好物のぷツんこプリンBigがたまに売っている他、まちが初アルバイトに挑戦し、「なめこ」の試食販売を行った場所でもある。
ドサンコラーメン
熊出村にあるラーメン屋。第18話で良夫と響が来店時に「懐かしい組み合わせ」と店主に言われていたので、以前は常連として同店を利用していた模様。第64話で飲み屋として利用され、響が良夫を酔いつぶした。
店名が「どさん娘ラーメン」なのか、「どさん子ラーメン」なのかははっきりしない。
道の駅「よってけ」（みちのえき「よってけ」）
地元の特産品を売る道の駅。ここの特設ステージで、まちがご当地アイドルとして「森の熊さん」の歌を披露した。また、デビューを飾る「クマ井のナッちゃん」お披露目の場としても利用された。
田村村（たむらむら）
熊出村の隣りにある村。行政区分上熊出村と合併しているが、昔から熊出村との関係は悪く、ことあるごとに熊出村にイチャモンをつける気質のようで、まちのアイドルデビュー公演の際にも村民が文句を付け、最終的にはどちらが田舎かで乱闘騒ぎとなった。まち曰く「どっちもクソ田舎」であると評されている。
Cafe SUANA（カフェ スアナ）
アメリカンカフェスタイルで熊出村でとれた名産品を料理にして出す、ナツが開店を夢見ている古民家カフェ。
第61話ではキヌばあちゃんの古民家が譲られ、開店した模様が（夢の中であった想像だが）描かれた。コピ・ルアクが提供され、「萌え萌え、キュン！」を叫ぶウェイトレス（まちとほのか）が配置されるらしい。
鉄道駅（てつどうえき）
第36-37話にかけてナツから出された「電車に乗る」課題に挑戦するまちが利用する鉄道の各駅。ここでは登場した各車両と第40話以降に登場した駅も併せて解説する。
熊渡谷駅（ゆうとだにえき）
熊出村最寄りの無人駅。近隣駅は上りが戸摩羅内駅。下りが奥野方駅。熊出村から自転車で30分の位置にある。
単行、ワンマン運転のローカル線で駅舎無し、屋根無しホームのみの棒線駅。構内にベンチと自動販売機あり。単線の非電化区間ゆえ、正確には車両は電車ではなくキハ10系に似た両運転台型の気動車である。
アニメ第11話にも登場したが、駅名が表示されないので熊渡谷駅であるのかは不明。単線非電化の棒線駅なのは同様だが、ホームの有効長は原作よりも長く駅舎や屋根も併設されている。気動車も単行だが、外吊式ドアを持った片運転台のキハ35タイプの前面を改造して、レールバスを混ぜたような、原作よりもやや新しいタイプの車両であった。
戸摩羅内駅（とまらないえき）
第40話に登場。無人の棒線駅。構内には待合室があり、待ち時間の間にまちは夏休みの宿題をこなした。ちなみにまちが上りから降りて、次の下りに乗るまでの待ち時間は1時間42分。
間田山駅（まだやまえき）
戸摩羅内駅の隣駅。「巻末ぶ・ら・り途中下車」によると無人の棒線駅。切符の無人回収箱はあるが、座るためのベンチはない。プラットホーム上には駅名板と電柱がある。駅近辺に狐が出没しており、まちからは「田舎」と評されていた。
平野部駅（へいやぶえき）、田鱈毛駅、町外麗駅、丸太橋駅、水田町駅
平野部駅他は間田山駅と海苔河江駅の間にある中間駅。劇中での具体的な描写はない。
海苔河江駅（のりかええき）
海苔河江駅は目的地へ行くための第一の乗換駅で有人駅（改札も有人）。熊渡谷駅からは13駅目。ホームは島式二面四線。交番併設の駅舎がある。電化されており、本物の三両編成電車が出ている。
提尼 海苔河江駅（だいに のりかええき）
海苔河江駅から乗った路線の乗換駅。特急停車駅かつ、確認出来る限り12番線まで存在する大規模な有人駅である。ここでまちは6番線に乗る際に、5番線の特急に誤乗してしまう。
なお、特急車内では「正椎方駅（ただしいほうえき）はおろか、双葉高校前駅（ふたばこうこうまええき）には絶対行きません」との注意アナウンスがあった。
第37話ではまちがリトライを試みて、誤乗せずに6番線に乗った。
三須ッ田駅（みすッたえき）
提尼海苔河江駅から出た特急電車の終点。ホームから海岸が望める海辺の駅。ただし電車は本格的な特急型ではなく、ロングシートの近郊型。
なお、第54話に再登場した時は、ローカル線用らしい前照灯ひとつの旧式気動車（架線や集電装置が見当たらない）が登場していた。
毛直駅（もうすぐえき）、割戸駅（つくよえき）
提尼海苔河江駅と双葉高校前駅の間の中間駅。描写無し。
双葉高校前駅（ふたばこうこうまええき）
本来の目的地。しかし、まちは自動改札機に引っかかって失神しそうになる。有人駅。

魚介（うおすけ）
三須ッ田駅にある魚屋、または居酒屋の屋号。記憶喪失のまちがイルカ巫女として戦う町おこしアニメを作りたいらしい。
いるか神社（いるかじんじゃ）
三須ッ田駅近在の海中にあると設定されている架空の神社。マーメイドルフィンが日夜、邪神アラナミと戦っているらしい。
河童追い祭り
第48話に登場。熊出村の秘祭。河童に扮した大人を子供が捕まえるのが主な行事だが、本当のメインは芋煮会ではないかと言われるものの、季節が夏なので違うと否定されている。なお、カレーやバーベキューも出る模様。
川原では走らない。石を投げない。河童に暴言を吐かない。とのルールがある。
なお、まち曰く「毎年、この『河童追い』は河童役の大人のやる気によって」難易度が上下するとのこと。

### 用語（アニメ）
徳山時計眼鏡店（とうやまとけいめがねてん）
アニメ第9話に登場する熊出村の店舗。文字通り、時計と眼鏡を扱う徳山さんちの個人商店。
東北アイドル自慢コンテスト（とうほくアイドルじまんコンテスト）
アニメ第11-12話で開催された催し。仙台で行われた「東北祭り」なるイベントの1つで、「東北グルメフェア」と同時開催されている。
良夫がまちをエントリーして予選を突破。第一次予選会場である仙台へ響を入れた3人で赴くこととなる。後に熊出村からナツも駆け付けている。
アニメ第12話では近所で「大乱闘ゆるキャラ合戦」も行われているが、東北祭りの看板や横断幕には同イベントは記されていない。なお、同イベントは新作OVA弐の舞台ともなった。

## 書誌情報
- 吉元ますめ 『くまみこ』 KADOKAWA〈MFコミックス フラッパーシリーズ〉、全20巻
  1. 2013年10月31日発行（10月23日発売）、ISBN 978-4-8401-5342-3
  2. 2014年5月31日発行（5月23日発売）、ISBN 978-4-04-066562-7
  3. 2014年12月31日発行（12月22日発売）、ISBN 978-4-04-067227-4
  4. 2015年5月31日発行（5月23日発売）、ISBN 978-4-04-067524-4
  5. 2015年10月31日発行（10月23日発売）、ISBN 978-4-04-067829-0
  6. 2016年3月31日発行（3月23日発売）、ISBN 978-4-04-068230-3
  7. 2016年9月23日発行（同日発売）、ISBN 978-4-04-068539-7
  8. 2017年3月23日発行（同日発売）、ISBN 978-4-04-069114-5
  9. 2017年11月22日発行（同日発売）、ISBN 978-4-04-069514-3
  10. 2018年6月23日発行（同日発売）、ISBN 978-4-04-069893-9
  11. 2018年12月21日発行（同日発売）、ISBN 978-4-04-065349-5
  12. 2019年6月22日発行（同日発売）、ISBN 978-4-04-065774-5
  13. 2019年12月23日発行（同日発売）、ISBN 978-4-04-064210-9
  14. 2020年6月23日発行（同日発売）、ISBN 978-4-04-064683-1
  15. 2020年12月23日発行（同日発売）、ISBN 978-4-04-680051-0
  16. 2021年6月23日発行（同日発売）、ISBN 978-4-04-680482-2
  17. 2022年1月21日発行（同日発売）、ISBN 978-4-04-681045-8
  18. 2022年9月22日発行（同日発売）、ISBN 978-4-04-681798-3
  19. 2023年6月22日発行（同日発売）、ISBN 978-4-04-682522-3
  20. 2024年1月23日発行（同日発売）、ISBN 978-4-04-683200-9
- 吉元ますめ 『くまみこちゃん』 KADOKAWA〈MFC〉、2016年3月22日発売、ISBN 978-4-04-068146-7 - オールカラー4コマ集。
- 『くまみこ 公式アンソロジー』 KADOKAWA〈MFC〉、2016年3月22日発売、ISBN 978-4-04-068147-4 
 参加作家 : ころも／博／菅野マナミ（口絵イラスト）／伊藤ハチ／水あさと／フジカワユカ／てっけんとう／須河篤志／森繁拓真／こんがりぱすた／汐村友／吉野貝／ms／林雄一／野上武志／いけだたかし／倫理きよ／大羽快／松本結樹／ひみつ／おーみや／鴻池剛／日岡なつみ／あっと

## テレビアニメ
2016年4月から同年6月まで、AT-XやTOKYO MXほかにて放送された。全12話。また、BD / DVD全2巻にOVAが収録されている。第9話を除くCパートでは『マジホンワカ4コマ くまみこちゃん』も放送された。

### スタッフ
- 原作 - 吉元ますめ（月刊コミックフラッパー連載/KADOKAWA刊）
- 監督 - 松田清
- 脚本 - ピエール杉浦、池谷雅夫
- キャラクターデザイン - 齊田博之
- プロップデザイン - 伊藤晋之
- 美術監督・美術設定 - 森川篤
- 美術設定 - 大久保知江（第8 - 10話）、菱沼由典（第12話）
- 色彩設計 - 吉村智恵
- 撮影監督 - 鈴木麻子
- CGプロデューサー - 宮原洋平
- 編集 - 定松剛
- 音響監督 - たなかかずや
- 音楽 - 立山秋航
- 音楽プロデューサー - 竹山沙織
- 音楽制作 - KADOKAWA
- プロデューサー - 山下愼平、武本健太郎、飯塚彩、新井恵介
- アニメーションプロデューサー - 福島洋心
- アニメーション制作 - キネマシトラス、EMTスクエアード
- 製作 - 「くまみこ」製作委員会（KADOKAWA、AT-X、キネマシトラス、ソニー・ミュージックコミュニケーションズ）

### 主題歌
「だって、ギュってして。」
花谷麻妃によるオープニングテーマ。作詞・作曲・編曲はボンジュール鈴木。
「KUMAMIKO DANCING」
雨宿まち（日岡なつみ）&クマ井ナツ（安元洋貴）feat.熊出村のみなさんによるエンディングテーマ。作詞は坂井竜二、作曲・編曲は山崎真吾。

### 各話リスト
| 話数     | サブタイトル               | 脚本         | 絵コンテ | 演出           | 作画監督                                                                 | 総作画監督        |
| -------- | -------------------------- | ------------ | -------- | -------------- | ------------------------------------------------------------------------ | ----------------- |
| 第壱話   | クマと少女 お別れの時      | ピエール杉浦 | 松田清   | 松田清         | 伊藤晋之、松尾亜希子                                                     | 齊田博之          |
| 第弐話   | 険しき道                   | 池谷雅夫     | 松田清   | 所俊克         | 鈴木理彩                                                                 | 齊田博之          |
| 第参話   | 伝統を守る者               | 池谷雅夫     | 入江泰浩 | 堂川セツム     | 武藤京子、保村成                                                         | 齊田博之          |
| 第四話   | 村の宝物                   | ピエール杉浦 | 小島正幸 | 古賀一臣       | いとうまりこ、谷津美弥子                                                 | 齊田博之          |
| 第五話   | ウラハラ                   | ピエール杉浦 | 飯野慎也 | 飯野慎也       | 伊藤晋之、松尾亜希子                                                     | 齊田博之 鈴木理彩 |
| 第六話   | 先駆者の村                 | ピエール杉浦 | 入江泰浩 | 前屋俊広       | 徳川恵梨、桑島望、永井泰平 安斎佳恵、那須野文、清水恵蔵                  | 齊田博之 鈴木理彩 |
| 第七話   | キカセ                     | 池谷雅夫     | 松田清   | 所俊克         | 金田栄二、鎌田均、錦見楽 佐藤綾子、土生良介、白川茉莉 北村淳一、杉山友美 | 齊田博之 鈴木理彩 |
| 第八話   | ON THE FLOOR               | ピエール杉浦 | 入江泰浩 | 博史池畠       | 伊藤晋之、松尾亜希子                                                     | 齊田博之 鈴木理彩 |
| 第九話   | コマーシャル               | ピエール杉浦 | 小島正幸 | 北村淳一       | 馬場竜一、大川美穂子                                                     | 齊田博之 鈴木理彩 |
| 第拾話   | それってアイドル!?         | 池谷雅夫     | 飯野慎也 | 飯野慎也       | 伊藤晋之、松尾亜希子                                                     | 齊田博之 鈴木理彩 |
| 第拾壱話 | 都会へGO?                  | 池谷雅夫     | 小島正幸 | まついひとゆき | Lee Duk Ho、佐藤綾子、鎌田均                                             | 齊田博之 鈴木理彩 |
| 第拾弐話 | 決断                       | ピエール杉浦 | 松田清   | 松田清         | 伊藤晋之、松尾亜希子、齊田博之 角田桂一、伊藤雅子                        | 齊田博之 鈴木理彩 |
| OVA 壱   | 初雪の日                   | 池谷雅夫     | 小島正幸 | 松田清         | 松尾亜希子                                                               | -                 |
| OVA 弐   | ナッちゃん、衝撃デビュー！ | ピエール杉浦 | 松田清   | 松田清         | 伊藤晋之、松尾亜希子、石川健朝                                           | 齊田博之          |

### 放送局
| 放送期間               | 放送時間                     | 放送局     | 対象地域 | 備考                                             |
| ---------------------- | ---------------------------- | ---------- | -------- | ------------------------------------------------ |
| 2016年4月3日 - 6月19日 | 日曜 23:30 - 月曜 0:00       | AT-X       | 日本全域 | 製作参加 / リピート放送あり                      |
| 2016年4月4日 - 6月20日 | 月曜 0:30 - 1:00（日曜深夜） | TOKYO MX   | 東京都   |                                                  |
|                        | 月曜 1:30 - 2:00（日曜深夜） | サンテレビ | 兵庫県   |                                                  |
|                        | 月曜 2:25 - 2:55（日曜深夜） | 新潟放送   | 新潟県   | 作者の出身地                                     |
| 2016年4月5日 - 6月21日 | 火曜 3:00 - 3:30（月曜深夜） | BS11       | 日本全域 | 『ANIME+』枠                                     |
| 2016年4月6日 - 6月21日 | 火曜 2:56 - 3:26（月曜深夜） | 東日本放送 | 宮城県   | 第1話は4月6日 水曜 3:26 - 3:56（火曜深夜）に放送 |
| 2016年4月6日 - 6月22日 | 水曜 0:30 - 1:00（火曜深夜） | KBS京都    | 京都府   |                                                  |

### BD / DVD
| 巻                | 発売日        | 収録話                 | 規格品番   | 規格品番   |
| 巻                | 発売日        | 収録話                 | BD         | DVD        |
| ----------------- | ------------- | ---------------------- | ---------- | ---------- |
| 壱 -くまぼっくす- | 2016年6月24日 | 第1話 - 第6話、OVA 壱  | ZMAZ-10681 | ZMSZ-10691 |
| 弐 -みこぼっくす- | 2016年8月24日 | 第7話 - 第12話、OVA 弐 | ZMAZ-10682 | ZMSZ-10692 |

### Webラジオ
音泉にて『熊出村 村おこし放送』のタイトルで2016年4月1日から6月24日まで毎週金曜日に配信されていた。

#### パーソナリティ
- 日岡なつみ（雨宿まち 役）
- 安元洋貴（クマ井ナツ 役）

#### ゲスト
- 第04回：花谷麻妃（オープニング主題歌アーティスト、安東アキ 役）
- 第10回：興津和幸（雨宿良夫 役）
- 第12回：喜多村英梨（酒田響 役）

#### コーナー
リスナーネームを「村民名」と呼称する。ただし、「村、民名」（ソン、ミンメイ）と発音するのが特徴であった。
村民からのお便り
テーマに依存しないリスナーからの普通のお便り。
都会っ子クイズ
リスナーから寄せられた都会で住むために必要な知識をクイズ方式で出題し、まち役の日岡が回答する。
ナツの最新ガジェット通信
ナツ役の安元が日岡に最新ガジェットの使い方を紹介する。毎回1つのキーワードがフィーチャーされ、安元がそのキーワードを元に問題として日岡に出題し、日岡が回答する。
限界です集落
実際に田舎に住んでいるリスナーからの「もうこんな田舎限界だ!!」という体験談を紹介する。
全力！日本の風習！
豊穣祈願や先負、子供の遊びなど、主に地域に根ざした日本の風習をラジオ内で紹介する。

### 最終話の内容を巡る問題
アニメ放送時点で原作が連載中で完結していなかったため、アニメの終盤はオリジナルの展開となった。ただその中で、特に最終話における展開と、それに沿ったキャラクターが発した台詞が視聴者の大きな不評を買ってしまった。
それに加えて原作者である吉元も自身のTumblrにて「私は脚本をチェックするのは断りました」「プロだからお任せしました」「なのでこんなことを言う資格はありませんが」「原作ファンとして感想を言わせて貰えれば」と前置きしたうえで「よしおのあの発言は、酷いなあ　と思っています」と作中の特定キャラ描写に苦言を呈しただけでなく、それを複数の大手ネットニュースサイトなどが取り上げたことで、大きな騒動へ発展した（後にTumblr内の該当記事は削除された）。
2016年7月7日にアニメ公式サイトにて本騒動に対するスタッフ側の見解と見られるコメントが公開され、コミックフラッパー編集部の許諾を得たものと釈明した。それと並行して吉元もTumblrを更新し、図らずも本騒動の拡大に関わってしまったことを謝罪した。
その後、2016年8月24日にBD / DVDで発売された『弐 -みこぼっくす-』では、最終話の該当部分における台詞は無難な内容へと修正されている。
脚本家のピエール杉浦は騒動の後、Twitterのアカウントを削除。Facebookの自己紹介項目からも、本作のタイトルは削除されている。
2022年2月6日にピエール杉浦が騒動の裏側と後日談を自身のYoutubeチャンネルに投稿。
騒動の件は本人も把握していたが当時責任から逃げたとのネットの意見や情報は語弊だと本人の口から語り、続けて「ネット情報とは異なる」証言をしている。本人曰く、くまみこの放送以前より脚本担当が決まっていた『刀剣乱舞-花丸-(第一期)』にてファンから当時のTwitterアカウントにストーリーやキャラクターへのリクエストを要求するダイレクトメッセージが仕事、プライベートでも過剰に送られてきた理由も話した。そして「リクエストを送ってくれる事はありがたいけど、このままではストーリーをパクったパクってない、またそれ以前の問題になる」と騒動を避けたいがために「止める方法はアカウントを消すしかなかった」削除理由も話している。このことから本人は続けて「アカウントの削除はくまみこと関係ありません」と情報はデマ、関与を否定している。本来の理由は『刀剣乱舞-花丸-(第一期)で騒動を起こさないための行動』が真実である。
しかし視聴者への弁明無しでアカウントを消した行動が本アニメの騒動と悪いタイミングで重なったことで責任から逃げたの情報が拡散され、当時の炎上に繋がってしまった。この行動に対してピエール杉浦は「何も言わずにアカウントを消した行動は正しくなかった」後悔を語ると同時に「自分のやり方でファンの期待を裏切ってしまった」と視聴者、原作者、アニメ関係者一同に謝罪した。
それから本人宛に誹謗中傷や殺害予告の書き込みで悩まされ、鬱病の症状を患って自殺思考があった心境も判明した。現在は関係者との話し合いの基でシナリオを製作していると話した。